# فوزية عشماوي
فوزية عبد المنعم العشماوي (5 أكتوبر 1942 -) هي أديبة مصرية، تعيش في جنيف بسويسرا، تعمل كأستاذة للأدب العربي والحضارة الإسلامية في جامعة جنيف بسويسرا ، وخبيرة لدى اليونسكو في باريس.

## حياتها
ولدت ونشأت بالإسكندرية ولدت في 5 أكتوبر 1942، من أم مصرية ذات جذور سورية، وأب مصري إسكندراني من حي السيالة في منطقة رأس التين ، ولديها أختان وأخوان، تلقت التعليم الابتدائي في مدرسة أجنيبة (مدرسة راهبات)،  ثم التحقت بكلية الآداب قسم اللغة الفرنسية جامعة الإسكندرية وتخرجت منها عام 1965، وهناك التقت بزميلها «عبد العزيز أبو زيد»، الذي تقدم لخطبتها بعد التخرج ثم تزوجها فيما بعد.
وفي بداية صيف 1972 غادرت مصر لأول مرة في حياتها متجهة إلى سويسرا، بصحبة طفليها، وهي شابة في الثلاثين، وكان زوجها قد سبقها إلى هناك بستة أشهر، وواصلت دراستها حتى تخرجت من كلية الآداب بجامعة جنيف في يونيو عام 1972، تخصُّـص علوم إنسانية ، كما واصلت دراساتها العُـليا، فحصلت على الماجستير عام 1974 والدكتوراه عام 1983 في الآداب والعلوم الإنسانية والاجتماعية،  وأنجزت رسالتها في الماجستير حول شخصية النبي محمد في الأدب الفرنسي، كما حضرت الدكتوراه وكانت حول «تطور أوضاع المرأة المصرية من خلال أدب نجيب محفوظ».
كما أنها التقت هناك بكثير من الشخصيات العربية والعالمية البارزة،  كما عملت كمترجمة ثم مستشارة ثقافية في سفارة كل من المملكة العربية السعودية، ثم سفارة دولة الإمارات العربية المتحدة، وترقت وظيفيا من أستاذة مساعدة إلى أن أصبحت رئيسة قسم اللغة العربية والدراسات الإسلامية في كلية الآداب بجامعة جنيف، وهي اليوم أستاذة متقاعدة، كما عملت إلى جانب ذلك، خبيرة لدى اليونسكو ولدى اللجنة الأوربية المشتركة ببروكسل، ورئيسة الجالية المصرية في سويسرا.

## الإنجازات.
- رئاسة قسم الدراسات العربية والإسلامية في كلية الآداب في جامعة جنيف بسويسرا.[5]
- خبيرة لدى اليونسكو ولدى اللجنة الأوروبية المشتركة ببروكسل.
- شغلت أيضا أكاديمية جنيف العلمية (1985).
- عضوة في جمعية سويسرا والشرق الأوسط (1991).
- عضو في المركز الثقافي الأوروبي بسويسرا (1992).
- رئاسة منتدى المرأة الأوروبية المسلمة (بداية من 2004).
- تم انتخابها سنة 2006 للأمانة العامة للجمعية الثقافية المصرية السويسرية.
- عملت باعتبارها خبيرة خارجية لدى اليونسكو والإيسيسكو وجامعة الدول العربية.
- لها عدة مؤلفات وأبحاث باللغات العربية والفرنسية والإنجليزية.[6]

## المؤلفات.
- كتاب «ظهور الإسلام في أوروبا» [6] الصادر عن دار “العين” للنشر.
- شاركت في العديد من المؤتمرات الدولية في مجال حوار الأديان وحقوق الإنسان.
- كتاب [7] «حرية العقيدة بين الشريعة الإسلامية والإعلان العالمي لحقوق الإنسان».

## التكريمات.
كرمتها وزارة الأوقاف في مصر،  وحصلت على وسام الاستحقاق من الطبقة الأولى للعلوم والفنون عام 2008، عن مجمل أبحاثها في العلوم الإسلامية.